# 迷路探偵ピエール
『迷路探偵ピエール』（めいろたんていピエール、英：Pierre the Maze Detective）は、カミガキヒロフミ&IC4DESIGN作、丸山ちひろ文による日本の絵本シリーズ。

## 概要
パズル好きの「迷路探偵」こと主人公ピエールと助手のカルメンによる冒険が描かれる作品。主に見開き2ページで一つの大きな絵となっており、そこに描かれている群衆や建物などで形作られた迷路を辿りながら読み進めていく。
日本だけでなく世界30か国以上で発売されており、2021年6月時点で累計85.8万部を売り上げている。また、後述のようにシリーズ1作目『迷路探偵ピエール 〜うばわれた秘宝を探せ！〜』を基にしたゲームソフトがフランスの会社により開発された。

## 遊び方
見開き2ページの絵の中には非常に多くの人物などが細かく描かれており、まずはこの中からピエールを探し出す。発見後はピエールがいる場所をスタート地点として迷路を辿っていき、ゴール地点を目指す。
ゴールへの到達のほかに、以下のような特別な目標が設定されている。
- かくしアイテム - 各所に配置されている「ゴールドスター」や赤いトロフィー、宝箱などを見つける。
- 探しもの - 人々が探している特定のものを見つける。
- 怪盗Xからの挑戦状 - 大泥棒の「怪盗X」が課した条件を達成する。

## シリーズ一覧
いずれも永岡書店より発売。
迷路探偵ピエール 〜うばわれた秘宝を探せ！〜
2014年3月発売、ISBN 9784522432631
全てを迷路に変えてしまうオペラシティーの秘宝「迷路ストーン」を盗んだ怪盗Xの後を追う。
迷路探偵ピエール 摩天楼の秘宝をまもれ！
2017年3月発売、ISBN 9784522435304
メイズタウンに建つ高層ビル「メイズタワー」の最上階にある秘宝「メイズキューブ」を狙う怪盗Xの犯行を阻止するべくビルの内部を進む。
迷路探偵ピエール 水の街の秘宝を追え！
2020年11月発売、ISBN 9784522438671
水の街カナルシティを進み、その先にある「天空の城」の秘宝のもとへ向かう。

## ゲームソフト
『迷路探偵ピエール:ラビリンス・シティ』（英：Labyrinth City: Pierre the Maze Detective）は、フランスのゲームソフト開発会社Darjeelinが開発しPixmainより発売されたゲームソフト。
絵本1作目の『迷路探偵ピエール 〜うばわれた秘宝を探せ！〜』を基にアレンジを加えた内容で、ピエールを操作して迷路を辿っていく。イラストは全体的にアニメーションしており、キャラクターとの会話要素や物を調べると反応が返ってくる要素もある。

### 受賞・ノミネート
- indiePlay 2020 「最佳海外作品（最優秀海外作品）」ノミネート[2]
- IndieCade 2020 「Visual Design Award」受賞[3]
- Game Connection Asia 2020 - Indie Development Awards 「Best quality of art」受賞[4]
- Digital Dragons Indie Celebration 2021 ノミネート[5]